# Desigualdad de Weyl
En matemáticas, hay al menos dos resultados conocidos como la desigualdad de Weyl.

## Desigualdad de Weyl en teoría de números
En teoría de números, la desigualdad de Weyl —así llamada en honor a Hermann Weyl— establece que si M, N, a y q son enteros, con a y q coprimos, q > 0 y f es un polinomio real de grado k cuyo coeficiente principal c satisface
{\displaystyle |c-a/q|\leq tq^{-2}\,},
para algún t mayor o igual a 1, entonces para cualquier número real positivo {\displaystyle \varepsilon } se tiene
{\displaystyle \sum _{x=M}^{M+N}\exp(2\pi if(x))=O\left(N^{1+\varepsilon }\left({t \over q}+{1 \over N}+{t \over N^{k-1}}+{q \over N^{k}}\right)^{2^{1-k}}\right){\text{ as }}N\to \infty .}